# Gaggio (Nibionno)
Gaggio (Gàgg in dialetto brianzolo) è una località del comune di Nibionno.

## Geografia fisica
È facilmente raggiungibile da tutte le frazioni e dalla Statale (Superstrada) 36 Milano-Lecco. È situata come tutte le altre frazioni e località su zona collinare, anche se il centro è in zona pianeggiante. È la località più a sud di Nibionno e a Gaggio stessa vi è l'altitudine minima del Comune (260m).

## Monumenti e luoghi d'interesse
Ad ovest del centro abitato, al confine con i comuni di Veduggio con Colzano, Inverigo e Lambrugo, vi è il fiume Lambro che fa da confine tra la Provincia di Lecco, di Como e di Monza. La zona è situata nel territorio del Parco del Lambro.

## Popolazione
Gaggio ha conosciuto negli ultimi anni una espansione demografica che ha portato gli abitanti da circa 300 agli attuali 460.

## Economia
Prevale l'industria ma non manca l'agricoltura e l'allevamento.

## Sport
A Gaggio vi è il campo di calcio comunale, la piscina, la palestra e l'area benessere Wet Life